# Cawton
Cawton – wieś w Anglii, w hrabstwie North Yorkshire, w dystrykcie (unitary authority) North Yorkshire. Leży 26 km na północ od miasta York i 303 km na północ od Londynu. Miejscowość liczy 48 mieszkańców.